# كهل قشلاق
كاهل قشلاق (بالإنجليزية: Kahel Qeshlaq)‏ هي human-geographic territorial entity تقع في أردبيل في إيران. يقدر عدد سكانها بـ 32 نسمة .